# Саммергілл Тауншип (округ Кембрія, Пенсільванія)
Саммергілл Тауншип (англ. Summerhill Township) — селище (англ. township) в США, в окрузі Кембрія штату Пенсільванія. Населення — 2303 особи (2020).

## Демографія
Згідно з переписом 2010 року, у селищі мешкало 2467 осіб у 940 домогосподарствах у складі 684 родин. Було 1062 помешкання
Расовий склад населення:
| - 99,6 % — білих |

До двох чи більше рас належало 0,3 %. Частка іспаномовних становила 0,4 % від усіх жителів.
За віковим діапазоном населення розподілялося таким чином: 23,7 % — особи молодші 18 років, 62,5 % — особи у віці 18—64 років, 13,8 % — особи у віці 65 років та старші. Медіана віку мешканця становила 40,4 року. На 100 осіб жіночої статі у селищі припадало 105,6 чоловіків;  на 100 жінок у віці від 18 років та старших — 102,4 чоловіків також старших 18 років.
Середній дохід на одне домашнє господарство  становив 56 666 доларів США (медіана — 48 065), а середній дохід на одну сім'ю — 64 919 доларів (медіана — 55 446). Медіана доходів становила 46 296 доларів для чоловіків та 30 051 долар для жінок. За межею бідності перебувало 11,5 % осіб, у тому числі 15,3 % дітей у віці до 18 років та 11,1 % осіб у віці 65 років та старших.
Цивільне працевлаштоване населення становило 1157 осіб. Основні галузі зайнятості: освіта, охорона здоров'я та соціальна допомога — 29,5 %, виробництво — 16,9 %, роздрібна торгівля — 7,5 %, будівництво — 7,2 %.